# Paso Real de Macaira (Venezuela)
Pour les articles homonymes, voir Paso et Macaira.
Paso Real de Macaira est la capitale de la paroisse civile de Paso Real de Macaira de la municipalité de José Tadeo Monagas de l'État de Guárico au Venezuela. 